# ترافيس سميث (لاعب كرة قاعدة)
ترافيس سميث (بالإنجليزية: Travis Smith)‏ هو لاعب كرة قاعدة أمريكي، ولد في 7 نوفمبر 1972 في سبرينغفيلد في الولايات المتحدة.

## وصلات خارجية
- ترافيس سميث على موقع دوري كرة القاعدة الرئيسي (الإنجليزية)
- ترافيس سميث على موقعبيزبول رفرنس.كوم (الدوري الرئيسي) (الإنجليزية)
- ترافيس سميث على موقع إي إس بي إن.كوم (أم.أل.بي) (الإنجليزية)
- ترافيس سميث على موقع مشجعي الرسوم البيانية (الإنجليزية)